# قباد یکم
قباد یکم (به پارسی میانه: 𐭪𐭥𐭠𐭲 ت.ت. 'کَوات'؛ ۴۷۳ – ۱۳ سپتامبر ۵۳۱ میلادی) بیستمین شاهنشاه ایران و انیران از خاندان ساسان در ایران‌شهر بود که دو بار بر تخت پادشاهی نشست؛ او در آغاز از ۴۸۸ تا ۴۹۶ مـ. و در انجام از ۴۹۹ تا ۵۳۱ مـ. زمامدار گشت. قباد پسر پیروز یکم (حکـ. ۴۸۴–۴۵۹) بود که پس از برکناری عمویش بلاش (حکـ. ۴۸۸–۴۸۴) از پادشاهی توسط بزرگان ساسانی، جانشین وی شد.
قباد وارث یک شاهنشاهی رو به زوال بود که در آن اقتدار و موقعیت پادشاه، تا حد بسیاری کاهش یافته بود. او کوشش کرد با اصلاحات بسیاری امپراتوری خود را بازسازی کند و اجرای اصلاحات پس از او به‌دست پسرش خسرو یکم تکمیل شد. قباد توانست با بهره از مزدک، واعظ مزدکی، یک انقلاب اجتماعی را هدایت کند که در نهایت منجر به تضعیف اقتدار اشراف و روحانیت گشت. او با اقداماتی که انجام داد و همین‌گونه کشتن سوخرا، در قلعه فراموشی زندانی شد و به سلطنت اولیه خود پایان داد. پس از او، برادرش جاماسپ جایگزینش شد. قباد توانست با کمک خواهرش و فرمانده‌ای به نام سیاوش با تعدادی از پیروانش به سمت شرق — قلمرو پادشاه هپتالی — بگریزد، جایی که با کمک پادشاه هپتالیان از لشکری برخوردار گشت. این اقدامات سرانجام قباد را در ۴۹۹ مـ. به سلطنت بازگرداند.
جدال و وقفه‌ای که برای پادشاهی رخ داد مسبب ورشکستی شاهنشاهی شد که در نهایت قباد را وادار کرد از آناستاسیوس یکم، امپراتور بیزانس درخواست کمک مالی کند. بیزانسی‌ها پیش‌تر برای دفاع از قفقاز در مقابل حملات شمالی، داوطلبانه به ایرانیان کمک مالی کرده بودند. آناستاسیوس با رد درخواست کمک مالی، باعث شد تا قباد ساسانی به قلمرو امپراتوری بیزانس حمله کند که سرآغازی بر جنگ آناستازی بود. قباد ابتداء به ترتیب تئودوسیوپلیس، مارتیروپولیس و سپس آمد را پس از سه ماه محاصره شهری تصرف کرد. پس از صلح دو امپراتوری در ۵۰۶ مـ. ، بیزانسی‌ها موافقت کردند که در ازای باز پس‌گیری آمد، به قباد برای نگهداری استحکامات قفقاز کمک‌های مالی کنند. در همین زمان بود که قباد جنگی طولانی با متحدان پیشین خود، هپتالی‌ها را شروع کرد که عاقبت منجر به باز پس‌گیری خراسان از آن‌ها در ۵۱۳ مـ. شد.
اختلاف بر سر اقلیم لازستان محرکی شد تا بیزانسی‌ها از به رسمیت شناختن خسرو به‌عنوان وارث قباد خودداری کنند و همین مسئله لازمه مناقشه‌ای بین شاهنشاهی ساسانیان و بیزانس را فراهم ساخت که جنگ ایبری نام گرفت و در ۵۲۸ مـ. در گرجستان کنونی اتفاق افتاد. با توجه به بی‌ثمری جنگ برای طرفین، ارتش قباد در نبردهای دارا و ساتالا دو شکست چشمگیر را متحمل شد و به نیروهای بیزانس نیز خسارات سنگین وارد آمد. قباد ساسانی در ۵۳۱ مـ. در حالی که سپاه ساسانی مارتیروپولیس را محاصره کرده بود،‌ بر اثر بیماری درگذشت. خسرو یکم جانشین او گشت و وارث امپراتوری بزرگ و نیرومندی برابر امپراتوری بیزانس شد.
غلبه قباد ساسانی بر چالش‌ها و مسائل فراوانی که در دوران حکومتش به میان آمد، وسیله‌ساز این شد تا او را یکی از کارآمدترین و موفق‌ترین پادشاهان شاهنشاهی ساسانی بدانند. ایران‌شناس نیکولاس شیندل درباره او نقل می‌کند: او «نابغه‌ای در نوع خود بود، حتی اگر از نوع ماکیاولی باشد.»

## نام
نام «کَوات» به دلیل افزایش تمایل ساسانیان به تاریخ کیانیان، از پادشاه اساطیری کیانی، «کَوی‌کَوات» (کی‌قباد) گرفته شد. این نام در یونانی به «کَباتس» (Kabates)، در چینی به «چو ئه دو» (Chü-he-to) و در عربی به «قُباد» (Qubādh) دگرگون شده است.

## پیشینه و وضعیت ایران ساسانی
قباد که فرزند پیروز یکم (حکـ. ۴۸۴–۴۵۹) شاهنشاه ساسانی بود در ۴۷۳ مـ. به دنیا آمد. دودمان ساسان در ۲۲۴ مـ. پس از پیروزی اردشیر یکم ساسانی (حکـ. ۲۴۲–۲۲۴) بر شاهنشاهی اشکانی، آغاز سلطنت کرد. در آن دوران، جامعه ایران به شدت ارتش‌گرا شده و اشراف خود را «بزرگان سلحشور» (ارتشتاران) می‌خواندند. شاهنشاهی نیز نسبت به امپراتوری روم، جمعیت کمتری داشت و از لحاظ مالی ضعیف بود و تمرکز قدرت در آن ثبات نداشت. پیامد آن چنین بود که شاهنشاهان ساسانی از نظامیان ثابت کمتری برخوردار بودند و در مقابل به تأمین نیروی انسانی از طبقه اشراف و اعیان وابستگی داشتند. استثنای قوا نیز وجود داشت که مشتمل بر سواره‌نظام سلطنتی، سربازان پادگان و دژ و واحدهای نظامی استخدامی خارج از ایران می‎شد.
اکثریت خاندان‌های نجیب و قدرتمند از اشراف اشکانی (وزرگان) بودند که در فلات ایران تمرکز یافتند. آن‌ها تا حد اعظمی خودمختاری خود را حفظ کردند و نیز ستون اصلی ارتش فئودال ساسانی را تشکیل می‌دادند. شاهنشاهان ساسانی نظارت چندانی بر وزرگان نداشتند؛ همین‌طور تلاش برای محدودسازی خودمختاری آن‌ها معمولاً منجر به قتل شاه می‌شد. نهایتاً بزرگان اشکانی به جهت منافع شخصی،‌ سوگند فردی و احتمالاً آگاهی از خویشاوندی «آریایی» (ایرانی) که نسبت به فرمانروایان پارس داشتند،‌ به شاهنشاه ساسانی خدمت کردند.
یکی دیگر از اجزای حیاتی ارتش ساسانی، سواره‌نظام ارمنی بود که از خارج از صفوف وزرگان اشکانی به خدمت گرفته می‌شد. با شورش ارمنستان در ۴۵۱ مـ. و از دست دادن سواره‌نظام، تلاش ساسانیان را برای تحت سیطره نگه داشتن قبایل هون (هپتالی‌ها، کیداری‌ها، خیون‌ها و آلخون‌ها) در مرز شمال شرقی تضعیف گشت. پیش‌تر یزدگرد دوم (حکـ. ۴۵۷–۴۳۸) که پدربزرگ قباد بود، در طول جنگ‌های خود که بیشتر در اشغال آن‌ها گذشت، توانسته بود کیداریان را از حدود شاهنشاهی دور نگه دارد. با این همه، در این برهه اقتدار شاهنشاهی ساسانی در آسیای میانه رو به زوال گذاشت.
پیروز میان سال‌های ۴۷۴ مـ. و در اواخر دهه ۴۷۰ مـ. / اوایل دهه ۴۸۰ مـ. به ترتیب دوبار توسط هپتالی‌ها شکست خورده و اسیر شد. او در دومین شکست خود به جهت باج و خون‌بها، پیشنهاد پرداخت سی قاطر درهم نقره را داد اما تنها توانست بیست بسته نقره بپردازد. پیروز چون قادر نبود ده بسته نقره مقرر دیگر را بپردازد، قباد را در ۴۸۲ مـ. به عنوان گروگان به دربار هپتالیان فرستاد تا الباقی را تحویل دهد. او سرانجام توانست ده بسته نقره را با وضع مالیات بر رعایای خود به دست آورد و قباد را پیش از اینکه سومین لشکرکشی خود را در ۴۸۴ مـ. آغاز کند، آزاد کرد. پیروز احتمالاً در نزدیکی بلخ، توسط لشکر هپتالی شکست خورد و کشته شد. در طی نبرد، ارتش او به طور کامل نابود گشت، چهار تن از پسران و برادران او کشته شدند و همین‌طور پیکر پیروز نیز هرگز یافت نشد. پس از شکست، شهرهای اصلی ساسانی در نواحی شرقی که شامل خراسان−نیشابور، هرات و مرو بود، تحت حکومت هپتالیان قرار گرفتند.
در همین حین، سوخرا که از اعضای خاندان پارتی کارن — یکی از هفت خاندان بزرگ ایران — بود، به سرعت قوای جدیدی را فراهم آورد و مانع پیشروی و تهاجم بیشتر هپتالی‌ها شد. بزرگان ایرانی به ویژه سوخرا و ارتش‌سالار شاپور مهران که از خاندان مهران بود، بلاش، برادر پیروز را به عنوان شاهنشاه انتخاب کردند. بلاش ساسانی در میان اشراف و روحانیون محبوبیت نداشت؛ متعاقب آن‌ها او را در ۴۸۸ مـ. — چهار سال پس از انتصاب به عنوان شاهنشاه — نابینا و سپس از سلطنت مخلوع گردانیدند. سوخرا که نقش کلیدی در عزل بلاش داشت، قباد را به عنوان شاهنشاه جدید ایران منصوب کرد. به گفته ابوعلی مسکویه، سوخرا دایی قباد بوده است.

## فرمانروایی نخست

### دستیابی و جایگاه شاهنشاهی
قباد در ۴۸۸ مـ. و در سن ۱۵ سالگی بر تخت نشست. سکه‌های او تصدیق می‌کند که او در هنگام رسیدن به پادشاهی جوان بوده، چراکه با ریش و سبیلی کوتاه مصور گشته است. او وارث یک شاهنشاهی گشت که در شکننده‌ترین سطح خود قرار گرفته بود. اشراف و روحانیون در آن زمان دارای نفوذ و قدرت بسیاری بودند و عقیده آن‌ها در انتخاب پادشاه تأثیر داشت؛ عزل بلاش از سلطنت صحه‌ای بر قدرتشان بود. از رویی، خشکسالی، قحطی و شکست‌های سنگین از هپتالیان، شاهنشاهی را از منظر اقتصادی ناتوان کرد. پادشاهی هپتالیان که بخش بزرگی از استان‌های شرقی را تصرف کرده بود، دربار ساسانی را مجبور ساخت که با مبالغ هنگفت به آن‌ها خراج بگزارد که عاقبت باعث نابودی خزانه سلطنتی شد. در همین احوال، شورش‌ها و منازعاتی نیز در استان‌های غربی از جمله ارمنستان و ویروزان (ایبری) رخ داد. همزمان با شورش‌ها،‌ رویگردانی و انزوای طبقه دهقان شاهنشاهی بیش از پیش ناآرام و پرآشوب گشت.

## فرضیه ازدواج نزدیک
طبق گفته برخی از مورخان قباد یکم پس از چند سال با سامبیکه ازدواج کرد که حاصل این ازدواج پسری به نام کاووس بود؛ طبری، سامبیکه را دختر قباد یکم دانسته است اما ایران‌شناسانی همچون مارکوارت و کریستنسن اثبات کرده‌اند چنین ازدواجی از لحاظ زمان‌بندی تاریخی امکان‌پذیر نمی‌باشد.
همچنین طبری گفته است قباد/کواذ را خواهرش، از زندان فراری داد (طبری، تاریخ، ج۱، ص۸۸۷)، ولی پروکوپیوس (زادهٔ حدود ۵۰۰- مرگ حدود ۵۵۴ میلادی) بیزانسی می‌گوید این کار را همسر قباد/کواذ کرد (تاریخ جنگ ایران، ج۱، بند ۶). برخی مورخان جدید با سر هم کردن این دو می‌گوید کواذ را خواهرش، که همسرش نیز بود، فراری داد.

## تبارنامه
|  |  |  |  |  |  |  |  |  |  |  |  |                      |                      |                      |                      |                      |                      |  |  |        |        |                        |                        |                                   |                                   |                                   |                                   |                                   |                                   |                     |                     |                     |                     | یزدگرد دوم (حکـ.۴۵۷–۴۳۸) |                     |                              |                              |                              |                              |                              |                              |                        |                        |                        |                        |                  |                  |                  |                  |                  |                  |          |          |          |          |  |  |  |  |         |         |         |         |         |         |  |  |  |  |  |  |  |  |  |  |  |  |  |  |  |  |  |  |  |  |  |  |
|  |  |  |  |  |  |  |  |  |  |  |  |                      |                      |                      |                      |                      |                      |  |  |        |        |                        |                        |                                   |                                   |                                   |                                   |                                   |                                   |                     |                     |                     |                     |                          |                     |                              |                              |                              |                              |                              |                              |                        |                        |                        |                        |                  |                  |                  |                  |                  |                  |          |          |          |          |  |  |  |  |         |         |         |         |         |         |  |  |  |  |  |  |  |  |  |  |  |  |  |  |  |  |  |  |  |  |  |  |
|  |  |  |  |  |  |  |  |  |  |  |  |                      |                      |                      |                      |                      |                      |  |  |        |        |                        |                        |                                   |                                   |                                   |                                   |                                   |                                   |                     |                     |                     |                     |                          |                     |                              |                              |                              |                              |                              |                              |                        |                        |                        |                        |                  |                  |                  |                  |                  |                  |          |          |          |          |  |  |  |  |         |         |         |         |         |         |  |  |  |  |  |  |  |  |  |  |  |  |  |  |  |  |  |  |  |  |  |  |
|  |  |  |  |  |  |  |  |  |  |  |  |                      |                      |                      |                      |                      |                      |  |  |        |        | هرمز سوم (حکـ.۴۵۹–۴۵۷) | هرمز سوم (حکـ.۴۵۹–۴۵۷) | هرمز سوم (حکـ.۴۵۹–۴۵۷)            | هرمز سوم (حکـ.۴۵۹–۴۵۷)            | هرمز سوم (حکـ.۴۵۹–۴۵۷)            | هرمز سوم (حکـ.۴۵۹–۴۵۷)            |                                   |                                   | پیروز یکم (۴۸۴–۴۵۷) | پیروز یکم (۴۸۴–۴۵۷) | پیروز یکم (۴۸۴–۴۵۷) | پیروز یکم (۴۸۴–۴۵۷) | پیروز یکم (۴۸۴–۴۵۷)      | پیروز یکم (۴۸۴–۴۵۷) |                              |                              | بلاش (حکـ.۴۸۸–۴۸۴)           | بلاش (حکـ.۴۸۸–۴۸۴)           | بلاش (حکـ.۴۸۸–۴۸۴)           | بلاش (حکـ.۴۸۸–۴۸۴)           | بلاش (حکـ.۴۸۸–۴۸۴)     | بلاش (حکـ.۴۸۸–۴۸۴)     |                        |                        | زریر (مرگـ. ۴۸۵) | زریر (مرگـ. ۴۸۵) | زریر (مرگـ. ۴۸۵) | زریر (مرگـ. ۴۸۵) | زریر (مرگـ. ۴۸۵) | زریر (مرگـ. ۴۸۵) |          |          |          |          |  |  |  |  |         |         |         |         |         |         |  |  |  |  |  |  |  |  |  |  |  |  |  |  |  |  |  |  |  |  |  |  |
|  |  |  |  |  |  |  |  |  |  |  |  |                      |                      |                      |                      |                      |                      |  |  |        |        | هرمز سوم (حکـ.۴۵۹–۴۵۷) | هرمز سوم (حکـ.۴۵۹–۴۵۷) | هرمز سوم (حکـ.۴۵۹–۴۵۷)            | هرمز سوم (حکـ.۴۵۹–۴۵۷)            | هرمز سوم (حکـ.۴۵۹–۴۵۷)            | هرمز سوم (حکـ.۴۵۹–۴۵۷)            |                                   |                                   | پیروز یکم (۴۸۴–۴۵۷) | پیروز یکم (۴۸۴–۴۵۷) | پیروز یکم (۴۸۴–۴۵۷) | پیروز یکم (۴۸۴–۴۵۷) | پیروز یکم (۴۸۴–۴۵۷)      | پیروز یکم (۴۸۴–۴۵۷) |                              |                              | بلاش (حکـ.۴۸۸–۴۸۴)           | بلاش (حکـ.۴۸۸–۴۸۴)           | بلاش (حکـ.۴۸۸–۴۸۴)           | بلاش (حکـ.۴۸۸–۴۸۴)           | بلاش (حکـ.۴۸۸–۴۸۴)     | بلاش (حکـ.۴۸۸–۴۸۴)     |                        |                        | زریر (مرگـ. ۴۸۵) | زریر (مرگـ. ۴۸۵) | زریر (مرگـ. ۴۸۵) | زریر (مرگـ. ۴۸۵) | زریر (مرگـ. ۴۸۵) | زریر (مرگـ. ۴۸۵) |          |          |          |          |  |  |  |  |         |         |         |         |         |         |  |  |  |  |  |  |  |  |  |  |  |  |  |  |  |  |  |  |  |  |  |  |
|  |  |  |  |  |  |  |  |  |  |  |  |                      |                      |                      |                      |                      |                      |  |  |        |        | بالین‌دخت               |                        |                                   |                                   |                                   |                                   |                                   |                                   |                     |                     |                     |                     |                          |                     |                              |                              |                              |                              |                              |                              |                        |                        |                        |                        |                  |                  |                  |                  |                  |                  |          |          |          |          |  |  |  |  |         |         |         |         |         |         |  |  |  |  |  |  |  |  |  |  |  |  |  |  |  |  |  |  |  |  |  |  |
|  |  |  |  |  |  |  |  |  |  |  |  |                      |                      |                      |                      |                      |                      |  |  |        |        |                        |                        |                                   |                                   |                                   |                                   |                                   |                                   |                     |                     |                     |                     |                          |                     |                              |                              |                              |                              |                              |                              |                        |                        |                        |                        |                  |                  |                  |                  |                  |                  |          |          |          |          |  |  |  |  |         |         |         |         |         |         |  |  |  |  |  |  |  |  |  |  |  |  |  |  |  |  |  |  |  |  |  |  |
|  |  |  |  |  |  |  |  |  |  |  |  |                      |                      |                      |                      |                      |                      |  |  |        |        |                        |                        |                                   |                                   |                                   |                                   |                                   |                                   |                     |                     |                     |                     |                          |                     |                              |                              |                              |                              |                              |                              |                        |                        |                        |                        |                  |                  |                  |                  |                  |                  |          |          |          |          |  |  |  |  |         |         |         |         |         |         |  |  |  |  |  |  |  |  |  |  |  |  |  |  |  |  |  |  |  |  |  |  |
|  |  |  |  |  |  |  |  |  |  |  |  |                      |                      |                      |                      |                      |                      |  |  |        |        |                        |                        |                                   |                                   |                                   |                                   |                                   |                                   |                     |                     |                     |                     |                          |                     |                              |                              |                              |                              |                              |                              |                        |                        |                        |                        |                  |                  |                  |                  |                  |                  |          |          |          |          |  |  |  |  |         |         |         |         |         |         |  |  |  |  |  |  |  |  |  |  |  |  |  |  |  |  |  |  |  |  |  |  |
|  |  |  |  |  |  |  |  |  |  |  |  |                      |                      |                      |                      |                      |                      |  |  |        |        |                        |                        | قباد یکم (حکـ.۵۳۱–۴۹۸/۹، ۴۹۶–۴۸۸) | قباد یکم (حکـ.۵۳۱–۴۹۸/۹، ۴۹۶–۴۸۸) | قباد یکم (حکـ.۵۳۱–۴۹۸/۹، ۴۹۶–۴۸۸) | قباد یکم (حکـ.۵۳۱–۴۹۸/۹، ۴۹۶–۴۸۸) | قباد یکم (حکـ.۵۳۱–۴۹۸/۹، ۴۹۶–۴۸۸) | قباد یکم (حکـ.۵۳۱–۴۹۸/۹، ۴۹۶–۴۸۸) |                     |                     |                     |                     |                          |                     |                              |                              |                              |                              | جاماسپ (حکـ.۴۹۸/۹–۴۹۶)       | جاماسپ (حکـ.۴۹۸/۹–۴۹۶)       | جاماسپ (حکـ.۴۹۸/۹–۴۹۶) | جاماسپ (حکـ.۴۹۸/۹–۴۹۶) | جاماسپ (حکـ.۴۹۸/۹–۴۹۶) | جاماسپ (حکـ.۴۹۸/۹–۴۹۶) |                  |                  |                  |                  | پیروزدخت         | پیروزدخت         | پیروزدخت | پیروزدخت | پیروزدخت | پیروزدخت |  |  |  |  | سامبیکه | سامبیکه | سامبیکه | سامبیکه | سامبیکه | سامبیکه |  |  |  |  |  |  |  |  |  |  |  |  |  |  |  |  |  |  |  |  |  |  |
|  |  |  |  |  |  |  |  |  |  |  |  |                      |                      |                      |                      |                      |                      |  |  |        |        |                        |                        | قباد یکم (حکـ.۵۳۱–۴۹۸/۹، ۴۹۶–۴۸۸) | قباد یکم (حکـ.۵۳۱–۴۹۸/۹، ۴۹۶–۴۸۸) | قباد یکم (حکـ.۵۳۱–۴۹۸/۹، ۴۹۶–۴۸۸) | قباد یکم (حکـ.۵۳۱–۴۹۸/۹، ۴۹۶–۴۸۸) | قباد یکم (حکـ.۵۳۱–۴۹۸/۹، ۴۹۶–۴۸۸) | قباد یکم (حکـ.۵۳۱–۴۹۸/۹، ۴۹۶–۴۸۸) |                     |                     |                     |                     |                          |                     |                              |                              |                              |                              | جاماسپ (حکـ.۴۹۸/۹–۴۹۶)       | جاماسپ (حکـ.۴۹۸/۹–۴۹۶)       | جاماسپ (حکـ.۴۹۸/۹–۴۹۶) | جاماسپ (حکـ.۴۹۸/۹–۴۹۶) | جاماسپ (حکـ.۴۹۸/۹–۴۹۶) | جاماسپ (حکـ.۴۹۸/۹–۴۹۶) |                  |                  |                  |                  | پیروزدخت         | پیروزدخت         | پیروزدخت | پیروزدخت | پیروزدخت | پیروزدخت |  |  |  |  | سامبیکه | سامبیکه | سامبیکه | سامبیکه | سامبیکه | سامبیکه |  |  |  |  |  |  |  |  |  |  |  |  |  |  |  |  |  |  |  |  |  |  |
|  |  |  |  |  |  |  |  |  |  |  |  |                      |                      |                      |                      |                      |                      |  |  |        |        |                        |                        |                                   |                                   |                                   |                                   |                                   |                                   |                     |                     |                     |                     |                          |                     |                              |                              |                              |                              |                              |                              |                        |                        |                        |                        |                  |                  |                  |                  |                  |                  |          |          |          |          |  |  |  |  |         |         |         |         |         |         |  |  |  |  |  |  |  |  |  |  |  |  |  |  |  |  |  |  |  |  |  |  |
|  |  |  |  |  |  |  |  |  |  |  |  | کاووس (مرگـ. حـ.۵۳۱) | کاووس (مرگـ. حـ.۵۳۱) | کاووس (مرگـ. حـ.۵۳۱) | کاووس (مرگـ. حـ.۵۳۱) | کاووس (مرگـ. حـ.۵۳۱) | کاووس (مرگـ. حـ.۵۳۱) |  |  | جاماسپ | جاماسپ | جاماسپ                 | جاماسپ                 | جاماسپ                            | جاماسپ                            |                                   |                                   | خشایار                            | خشایار                            | خشایار              | خشایار              | خشایار              | خشایار              |                          |                     | خسرو انوشیروان (حکـ.۵۷۹–۵۳۱) | خسرو انوشیروان (حکـ.۵۷۹–۵۳۱) | خسرو انوشیروان (حکـ.۵۷۹–۵۳۱) | خسرو انوشیروان (حکـ.۵۷۹–۵۳۱) | خسرو انوشیروان (حکـ.۵۷۹–۵۳۱) | خسرو انوشیروان (حکـ.۵۷۹–۵۳۱) |                        |                        |                        |                        |                  |                  |                  |                  |                  |                  |          |          |          |          |  |  |  |  |         |         |         |         |         |         |  |  |  |  |  |  |  |  |  |  |  |  |  |  |  |  |  |  |  |  |  |  |

## یادداشت
1. ↑  رویدادنگار یونایی جان مالالاس، سن قباد هنگام مرگ را ۸۲ ساله ثبت می‌کند، اما فردوسی، شاعر ایرانی معتقد است که او در ۸۰ سالگی درگذشته است و سال تولد او را بین ۴۴۹ تا ۴۵۱ مـ. می‌داند.[۷] پروکوپیوس مورخ یونانی نیز می‌گوید که قباد سن کافی برای شرکت در جنگ هپتالی پیروز یکم در ۴۸۴ مـ. نداشت و سن او را ۱۴ تا ۱۶ ساله می‌نویسد. مسئله سن مطرح‌شده توسط پروکوپیوس با روایتی از ابوحنیفه دینوری مورخ مسلمان سده نهم مطابقت دارد که بیان کرد قباد زمانی که شاه شد ۱۵ سال داشت.[۸] همین‌طور قباد در دوران اول حکومتش، به صورت جوانی با ریش و سبیل کوتاه در سکه‌های ساسانی نشان داده شده است.[۹] نداشتن ریش غیر عادی بود چراکه شاهان ساسانی معمولاً با ریش در سکه‌ها نقش بسته هستند. گذشته از قباد، تنها شاهان ساسانی که در تماثیلشان ریش نداشتند،‌ فرمانروایان خردسال اردشیر سوم (حکـ. ۶۳۰–۶۲۸) و خسرو سوم (حکـ. ۶۳۰–۶۳۰) هستند.[۱۰] این مسائل نشان دهنده آن است که احتملاً قباد در جوانی به شاهنشاهی رسید و سال تولد او ۴۷۳ مـ. بوده است.[۱۱]
2. ↑  سربازان ارمنی در سده‌های ششم و هفتم مجدداً به خدمت ساسانیان در می‌آیند.[۲۴]